# Ulrica Arfvidsson

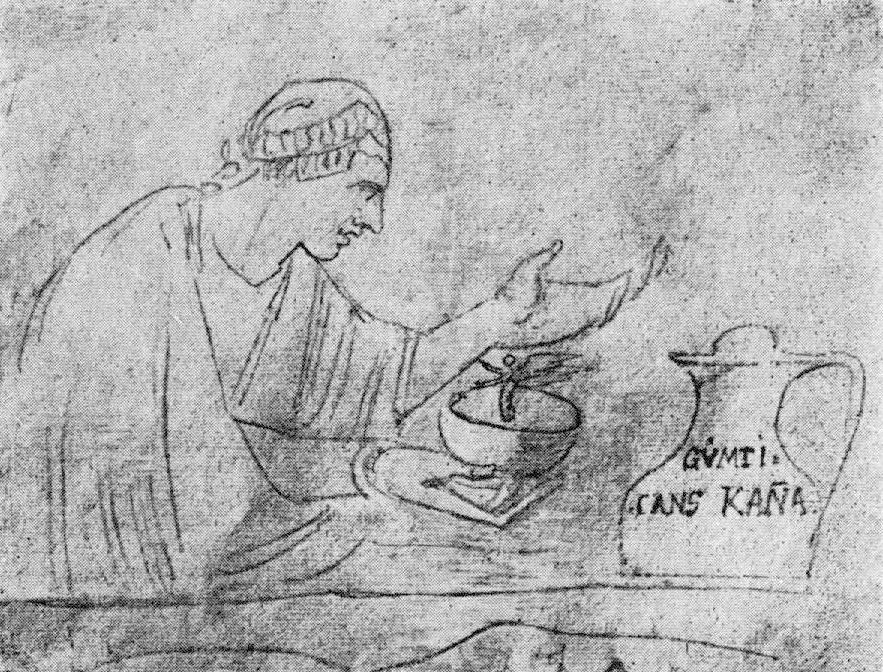
Ulrica Arfvidsson

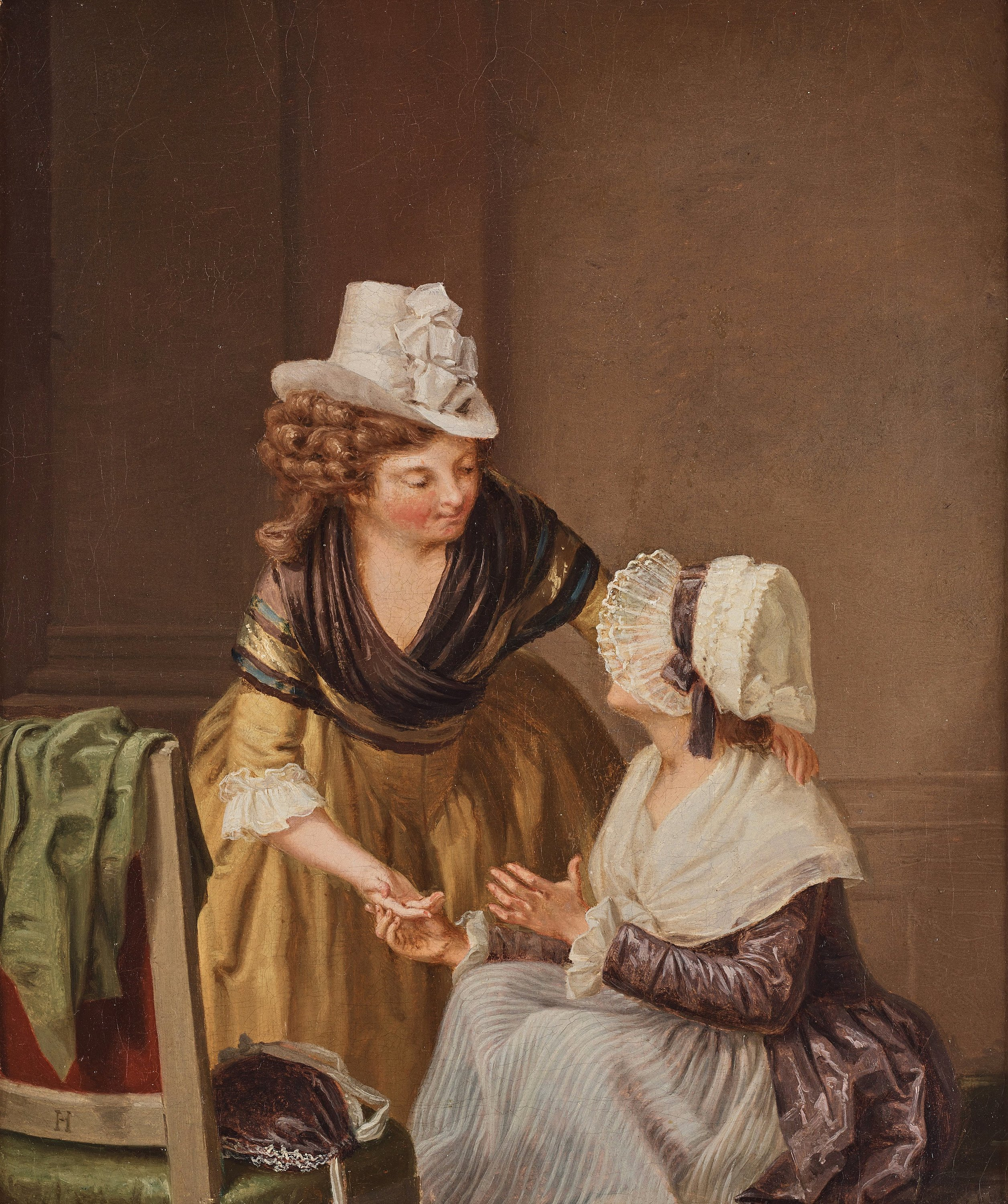
Spåscen

Anna Ulrica Arfvidsson, ursprungligen Lindberg, född 1734 i Stockholm, död 1801, var en professionell spåkvinna och ockultist i Stockholm under Gustav III:s tid. Hon är känd som Mamsell Arfvidsson och finns ofta omnämnd inom litteraturen, memoarer och dagboksanteckningar. Hennes främsta spådomsmetod var att läsa i kaffe, och hon kallades bland annat "Kaffepytissan". 

## Biografi

### Bakgrund
Ulrica Arfvidsson var dotter till vaktmästaren vid generalförrådskassan Erik Lindberg och Anna Katarina Burgin (död 1771). Hennes mor gifte 17 maj 1740 om sig med Arfvid Arfvidsson (död 1767), som var kock vid hovet och efter vilken hon tog sitt namn; hon står från 1760 i mantalsförteckningen under styvfaderns namn. Både Anna och Ulrica har uppgavs som hennes förnamn. Ulrica finns bekräftat i samtida mantalsförteckningar, medan Anna endast omnämns som hennes namn i senare skildringar. Båda namn kan dock ha varit hennes. I memoarlitteraturen uppges hon ofta ha haft en systerson, Anders Warnborg, men Ulrica Arfvidsson hade i själva verket inga syskon. Hennes mor fick heller inga barn i sitt andra äktenskap. Hennes styvfar hade en son, Axel, i sitt första äktenskap med fataburspigan Annicka Lindgren, men ingen dotter, vilket innebär att hon inte kunde ha haft någon systerson.   
Hennes tidiga liv är ofullständigt känt, men hon ska ha vuxit upp bekvämt i en miljö med kontakter nära makten där hon fick reda på många saker som personer utanför hovet inte kände till, vilket kanske inspirerade hennes val av karriär. Med tanke på de skolböcker som fanns i hemmets inventarier, tycks hon ha fått en bildad uppfostran. Hennes barndomshem var välbärgat, och vid moderns död fick hon ett arv som tillsammans med farsarvet uppgick till 4.000 daler kopparmynt.

### Karriär
Tidpunkten för när hon påbörjade sin karriär som siare är okänd. En tradition sade att hennes mottagning låg i en stuga i Humlegården, eller i Bellevue. Hon hade dock i själva verket sin mottagning i en diskret gränd vid Lästmakargatan på Norrmalm, i ett kvarter där fattiga människor bodde. År 1774 är hon bekräftad som boende i hus nr 35 i kvarteret Jericho på Lästmakargatan. Från samma tidpunkt tycks hon vara sysselsatt som professionell siare. År 1780 finns hon säkert bekräftad som professionell spåkvinna i Stockholm, eftersom hon från detta år skattade för överflöd och alltså hade blivit framgångsrik i yrket. Det var också från denna tid hon började omnämnas. Från 1786 bekräftas hon som boende i hus nr 24 i kvarteret Torkan vid Johannes Östra kyrkogata (senare Johannesgatan), och från 1788 hade hon flyttat till hus nr 23 i samma kvarter.      
Arfvidssons mottagningsrum ska inte ha varit särskilt ovanligt inrett, med undantag av ett draperi som hängde framför ett av rummens hörn, och dit hon regelbundet brukade gå under seanserna. Gästerna var förbjudna att gå bakom detta draperi, och det fanns en föreställning att hon förvarade någon slags magisk kraftkälla därbakom.    
Hon assisterades av två pigor. Den ena var Maja Persdotter, som varit hennes piga redan i barndomshemmet. Den andra är mer känd i historien kring Ulrica Arfvidsson och kallades omväxlande Adrophia, Adotia och Adrecka Dordi, som var i Arfvidssons tjänst senast från år 1775 fram till sin död 30 januari 1800. Hon angavs vara av afrikanskt ursprung, något som uppfattades som exotiskt. I hennes dödsattest angavs att hon hette Adrottja och kom från Marocko: "piga från Marocco, turkinna, här döpt, kommen från Tyskan, 75 år gammal, död i vattusot, begrafven på Johannis kyrkogård den 3 februari af magister Lüdecke". Det finns inga uppgifter om hennes tidigare liv men hon har antagits varit en före detta slav.  
Arfvidsson blev snabbt en känd profil i Stockholm och ockultisten på modet. Vid tidpunkten för hennes karriär var spåkonsten på modet i Stockholm, och flera andra professionella spåkvinnor var verksamma, av vilka flera använde sig av att spå i just kaffe: ett vanligt namn på dessa var "kaffegudinnor". Arfvidsson blev dock den mest kända och berömda av dem. Hon anlitades av kunder från alla samhällsklasser och beskrivs i många samtida dagboksanteckningar. Hon spådde i kort, men hennes specialitet var att läsa i kaffesump. Hon hade ett brett kontaktnät av informatörer som sträckte sig över hela staden, från privathem in till hovet, något som kan ha bidragit till att hennes rykte om att hon aldrig spådde fel. Hennes verksamhet beskrivs som mycket framgångsrik. Bland de kunder som tog emot råd från henne var hertig Karl, den blivande Karl XIII, vilket har lett till ryktet att hon skulle ha haft politiskt inflytande. Gustav III ska ha konsulterat henne under kriget 1788-1790. 
Hennes karriär som siare tycks ha försämrats under hennes sista år. År 1800 beskrivs hon och hennes assistent som utfattiga. Arfvidsson ska ha haft lärjungar i sitt yrke. Detta påstods ofta i 1800-talet Stockholm, och flera sådana omnämns. Bland dem fanns den Madam Rude, som omnämns av Hanna Löfberg, och den professionella spåkvinnan Ulrika Lundberg, som spådde i kaffe och kort med mottagning vid Prästgatan, och omnämns år 1822, då hon korrekt förutsade den karriär som väntade hovmarskalk friherre J. O. Nauckhoff för dennes hustru Johanna Wilhelmina Cöster, som besökte henne inkognito.

### Förutsägelser
Ulrica Arfvidsson konsulterades vid ett tillfälle av Gustav III, som kom till henne i förklädnad tillsammans med Jacob De la Gardie. Hon ska vid det mötet ha varnat Gustav för den man med svärd han skulle möta samma kväll, eftersom den mannen planerade att ta hans liv. Gustav blev oroad, eftersom hon vid detta tillfälle hade sagt så många andra saker, som han tyckte stämde med sanningen. Då Gustav III återvände till slottet från mötet, ska han ha mött Adolph Ribbing, som senare skulle medverka i den konspiration som ledde till mordet på Gustav III år 1792. 
Arfvidsson konsulterades också i samband med Gustaf Mauritz Armfelt konspiration mot Gustav IV Adolfs förmyndarregering. Tre dagar efter att Armfelt hade lämnat Sverige, fick hon ett besök av Magdalena Rudenschöld, som redogjorde för hennes spådom i sin politiska brevväxling med Armfelt. Arfvidsson förutspådde att den man Rudenschöld tänkte på (Armfelt), hade lämnat landet i vrede över ett barn (kungen) och en liten man (hertig Karl), som han snart skulle oroa genom en överenskommelse med en kvinna med en icke kunglig krona på huvudet (Katarina den stora). Hon förutsåg också att mannen ifråga skulle förlora ett brev, som skulle störta honom i olycka. Arfvidsson förutsåg att Rudenschöld ofta omnämndes i brev av en tjock herre (Rysslands ambassadör Stackelberg) till kvinnan med krona, att hon var observerad och borde vara försiktig och att sorger väntade henne.

## Fiktion
Ulrica Arfvidsson figuerar som karaktär i operan Gustave III av Daniel Auber och i operan Un ballo in maschera av Giuseppe Verdi. Hon förekommer också i romaner såsom Crusenstolpes Morianen och Jenny Engelkes Lyckans tempel.